# Omar Tiero
Omar Tiero (...) è un ex calciatore ivoriano, di ruolo difensore.

## Carriera

### Nazionale
Con la maglia della Nazionale ha partecipato alla Coppa d'Africa nel 1990.